# Linepithema
Genre
Linepithema est un genre de fourmis de la sous-famille des Dolichoderinae et de la tribu des Dolichoderini. 

## Classification
Le genre Linepithema est décrit par Gustav L. Mayr en 1866.

### Révision
Il fut révisé par Alexander Wild (2004)[réf. nécessaire]. 

## Liste d'espèces
Selon ITIS :
- Linepithema aspidocoptum (Kempf, 1969)
- Linepithema dispertitum (Forel, 1885)
- Linepithema fuscum Mayr, 1866
- Linepithema hispaniolae (Wilson, 1985)
- Linepithema humile (Mayr, 1868)
- Linepithema humiloides (Wilson, 1985)
- Linepithema impotens (Santschi, 1923)
- Linepithema inacatum Bolton, 1995
- Linepithema iniquum (Mayr, 1870)
- Linepithema keiteli (Forel, 1907)
- Linepithema leucomelas (Emery, 1894)
- Linepithema melleum (Wheeler, 1908)
- Linepithema oblongum (Santschi, 1929)
- Linepithema piliferum (Mayr, 1870)
- Linepithema pordescens (Wheeler, 1942)
- Linepithema riograndense (Borgmeier, 1928)

## Espèces fossiles: néant
Selon Paleobiology Database en 2023, il n'y a pas d'espèces fossiles référencées.